# Rifkin’s Festival
Rifkin’s Festival ist eine romantische Filmkomödie von Woody Allen in US-amerikanisch-italienisch-spanischer Koproduktion. Die Titelfigur Mort Rifkin wird von Wallace Shawn gespielt, außerdem sind Elena Anaya und Gina Gershon sowie Christoph Waltz und Louis Garrel zu sehen. Der Film feierte bei den internationalen Filmfestspielen im spanischen San Sebastián am 18. September 2020 seine Premiere und wurde am 2. Oktober in Spanien veröffentlicht. Sein Kinostart fiel damit mitten in die Corona-Pandemie.

## Handlung
Mort Rifkin, ein New Yorker Filmdozenten und scheiternden Romanschreiber, begleitet seine Frau Sue zu den Filmfestspielen in San Sebastián. Dort ist Sue für die PR eines französischen Regisseurs, Philippe, zuständig. Mort kann den von der Presse vielbejubelten Philippe und dessen Filme, die er zu politisch findet, nicht ausstehen. Obendrein hegt er den Verdacht, dass seine Frau eine Affäre mit dem Franzosen hat. Durch den Stress, den ihm dies bereitet, bekommt er ein Stechen in der Brust, weswegen er auf Empfehlung eines Freundes eine in San Sebastián ansässige Ärztin aufsucht. Mit Jo versteht er sich auf Anhieb gut und es stellt sich heraus, dass auch sie in einer unglücklichen Ehe steckt. Um Jo wiedersehen zu können, entwickelt sich Mort zum Hypochonder und sucht sie aufgrund vorgeblicher Gebrechen mehrmals in der Praxis auf. Schließlich verliebt er sich in sie, aber sie kann seine Liebe nicht erwidern. Wenig später gesteht ihm Sue, dass sie seit längerem eine Affäre mit Philippe hat. In (Tag-)Träumen denkt Mort immer wieder über sein bisheriges Leben und seine Beziehung zu Sue und Jo nach. Dabei führen ihn seine Träumereien in Szenen, die bekannte europäische Filmklassiker zitieren, so hat beispielsweise Christoph Waltz einen Auftritt als schachspielender Tod im Stil von Ingmar Bergmans Film Das siebente Siegel.

## Produktion
Nachdem die Zusammenarbeit zwischen Woody Allen und den Amazon Studios vonseiten des Studios beendet worden war, suchte der Regisseur nach neuen Produzenten und fand sie in seiner jüngeren Schwester, der Filmproduzentin Letty Aronson, die mit ihm bereits viele seiner vorangegangenen Filme produziert hatte. Im Juni 2019 wurde die Mitarbeit von Gina Gershon, Christoph Waltz, Elena Anaya, Louis Garrel, Sergi López und Wallace Shawn bekannt. Der Film wurde vom 10. Juni 2019 bis zum 16. August 2019 abgedreht. In Spanien spielte der Film mehr als 750.000 Euro ein, weltweit konnte er einen Umsatz von ca. 1,3 Millionen Dollar verbuchen (Stand März 2021).

## Kritik
Rifkin’s Festival erhielt ein eher schlechtes Presseecho, was sich auch in den Auswertungen US-amerikanischer Aggregatoren widerspiegelt. So erfasst Rotten Tomatoes mehrheitlich kritische Besprechungen und ordnet den Film dementsprechend als „Gammelig“ ein. Laut Metacritic fallen die Bewertungen im Mittel „Durchwachsen oder Durchschnittlich“ aus.

„Allen scheint wie auf Autopilot – seine Witze sind flach, die Geschichte hat keinen Fokus und die manische Energie fehlt, die seine besten Filme auszeichnete. […] Mit giftiger Feder nimmt Allen sowohl Indie-Filmer als auch Filmkritiker aufs Korn, aber seine Spitzen sind stumpf und verfehlen oft ihr Ziel. […] [Die] schwarzweißen Traumszenen bilden die Höhepunkte des Films, aber auch sie wirken klischeehaft. In Allens früheren Filmen gab es haufenweise bessere, tiefere Hommagen an das Kino von gestern.“

„Rifkin’s Festival und Allens vorheriger Film A Rainy Day in New York (2019) werfen die Frage auf, ob dieser Filmemacher die Welt nicht länger versteht.“